# Jewdokija Paśko
Jewdokija Borisowna Paśko (ros. Евдокия Борисовна Пасько, ukr. Євдокія Борисівна Пасько, ur. 30 grudnia 1919 we wsi Lipienka w obwodzie issykkulskim, zm. 27 stycznia 2017 w Moskwie) – radziecka lotniczka wojskowa, Bohater Związku Radzieckiego (1944).

## Życiorys
Urodziła się w chłopskiej rodzinie ukraińskiego pochodzenia. Po ukończeniu w 1938 szkoły średniej studiowała na Wydziale Mechaniczno-Matematycznym Moskiewskiego Uniwersytetu Państwowego, od października 1941 służyła w Armii Czerwonej, skończyła przyśpieszony kurs szturmanów (nawigatorów) w szkole lotniczej w Engelsie. Od maja 1942 walczyła w wojnie z Niemcami, brała udział w walkach na Kaukazie, w forsowaniu Cieśniny Kerczeńskiej, szturmie na Sewastopol, walkach na Białorusi, w Polsce, przełamaniu obrony przeciwnika nad Odrą i operacji berlińskiej jako szturman eskadry 46 nocnego bombowego pułku lotniczego 325 Nocnej Bombowej Dywizji Lotniczej 4 Armii Lotniczej 2 Frontu Białoruskiego w stopniu starszego porucznika. Do września 1944 wykonała 780 nalotów bombowych na obiekty wojskowe, siłę żywą i technikę wroga. W 1945 zakończyła służbę wojskową, ukończyła studia na Wydziale Mechaniczno-Matematycznym Moskiewskiego Uniwersytecie Państwowym i została kandydatem nauk, pracowała jako starszy wykładowca Moskiewskiej Wyższej Szkoły Technicznej.

## Odznaczenia
- Złota Gwiazda Bohatera Związku Radzieckiego (26 października 1944)
- Order Lenina
- Order Czerwonego Sztandaru
- Order Wojny Ojczyźnianej I klasy (dwukrotnie)
- Order Czerwonej Gwiazdy (dwukrotnie)

I medale.